# Alice (2022)
Alice is een Amerikaanse film uit 2022, geschreven en geregisseerd door Krystin Ver Linden.

## Verhaal
Alice (Keke Palmer) brengt haar dagen door als slaaf op een landelijke plantage in Georgia. Na een gewelddadige botsing met plantage-eigenaar Paul (Jonny Lee Miller), vlucht Alice door de naburige bossen en komt ze op een autosnelweg terecht, waardoor ze ontdekt dat het jaar eigenlijk 1973 is. Langs de kant van de weg wordt ze gered door een gedesillusioneerde zwarte activist genaamd Frank (Common). Alice onthult de leugens die haar tot slaaf hebben gehouden. 

## Rolverdeling
| Acteur           | Personage   |
| ---------------- | ----------- |
| Keke Palmer      | Alice       |
| Common           | Frank       |
| Jonny Lee Miller | Paul Bennet |
| Gaius Charles    | Joseph      |
| Alicia Witt      | Rachel      |

## Productie
In september 2019 werd aangekondigd dat Krystin Ver Linden de film zou regisseren en schrijven. In juni 2020 voegden Keke Palmer, Common, Jonny Lee Miller en Sinqua Walls zich bij de cast van de film, waarbij Palmer ook als uitvoerend producent fungeerde. In november 2020 voegden Gaius Charles en Alicia Witt zich bij de cast van de film.
Het filmen was gepland begin 2020 maar werd uitgesteld wegens de coronapandemie waardoor dit werd verlegd naar oktober 2020 in Savannah (Georgia) en duurde 22 dagen.

## Release en ontvangst
Alice ging op 24 januari 2022 in première op het Sundance Film Festival in de U.S. Dramatic Competition. De film kreeg overwegend negatieve kritieken van de filmcritici, met een score van 38% op Rotten Tomatoes, gebaseerd op 16 beoordelingen.